# Porcellana di Limoges

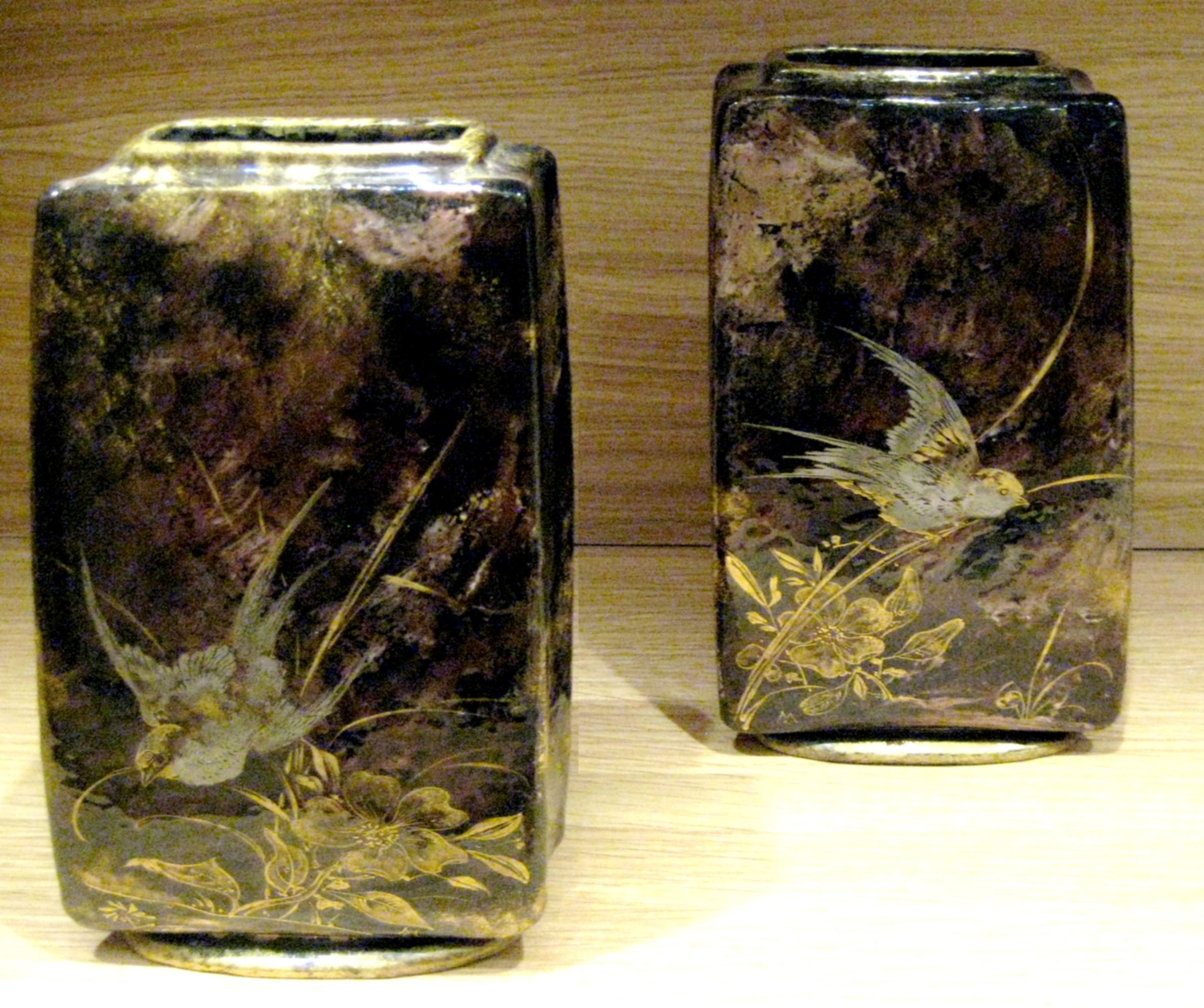
Coppia di vasi "billette"
Haviland, 1872-1882, Musée d'Orsay

La porcellana di Limoges è una porcellana a pasta dura prodotta a partire dal 1771 in diverse fabbriche della città di Limoges e in generale del dipartimento della Haute-Vienne.

## Storia

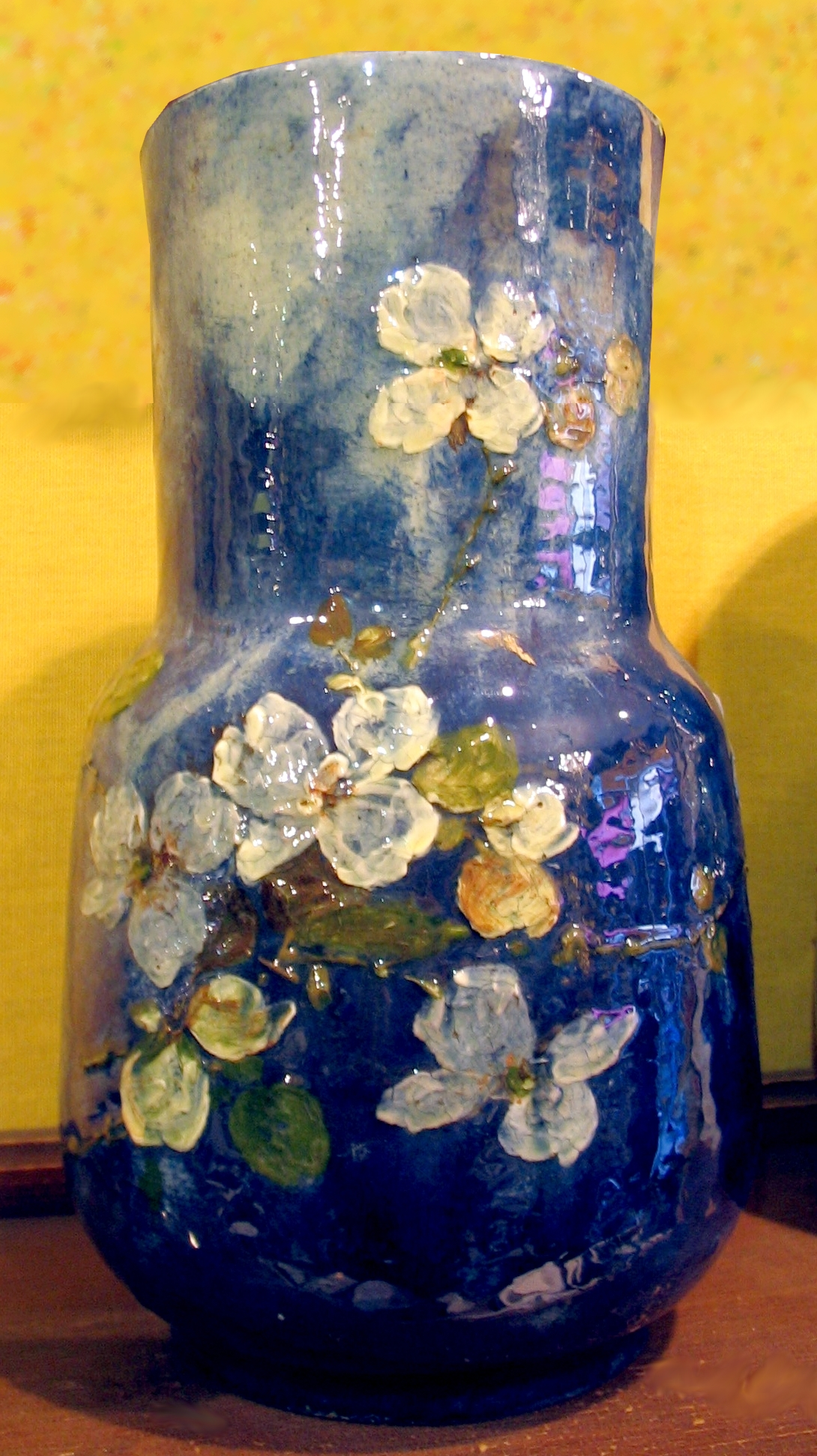
Vaso impressionista
Haviland, circa 1890

Limoges aveva una tradizione nelle arti decorative in quanto era stata il maggior centro europeo di produzione degli smalti durante il Medioevo . Nel 1730 a Limoges era stata avviata la produzione di ceramica comune.

### La prima manifattura
Nel 1767 venne scoperto vicino a Limoges, un giacimento di caolino, materiale necessario alla produzione della porcellana a pasta dura. Fu questa scoperta che cambiò la storia di Limoges e la fece diventare la capitale della ceramica francese.
Due anni dopo il re Luigi XV comprò il giacimento, rendendo la porcellana un monopolio regio, ed il Contrôleur général des finances Turgot concesse il privilegio della fabbricazione della porcellana 
ai fratelli Grellet e al loro socio Massié-Fournérat, i quali fondarono la prima manifattura nel 1771.
Nel 1774 la manifattura passò sotto la protezione del conte d'Artois.
Infine, nel 1784, a causa di difficoltà finanziarie, la fabbrica fu rilevata dal re e perciò ottenne il titolo di "manifattura reale", ma in realtà era ormai solo un annesso della manifattura di Sèvres.

### L'epoca delle grandi manifatture
Nell'Ottocento il numero di fabbriche di porcellana di Limoges si moltiplicò ed altre ne nacquero nella campagna circostante per evitare di pagare il dazio sulla legna da ardere.
In quest'epoca il settore della porcellana dava lavoro alla maggioranza della popolazione del dipartimento dell'Alta Vienne: non solo agli operai delle fabbriche, ma anche ai boscaioli che facevano arrivare la legna da ardere lungo i fiumi, e ai minatori delle cave di caolino, il cui prodotto non riforniva solo l'industria locale, ma veniva esportato anche alle manifatture di Alcora, Amsterdam, Copenaghen, Dresda, Frankenthal, Höchst, Londra, Magonza, Nyon, Zurigo e San Pietroburgo.
Fra gli imprenditori privati si distinse lo statunitense  Haviland, che conquistò Parigi con la qualità e il gusto della produzione della sua fabbrica, fondata nel 1853.

### Tempi recenti
Oggi Limoges conserva la posizione ottenuta nel XIX secolo di principale centro di fabbricazione della porcellana in Francia.
Il settore rappresenta nell'Haute-Vienne una dozzina di fabbriche importanti, le principali delle quali sono Bernardaud, Haviland & Co., Raynaud.
Per decisione del tribunale di commercio di Limoges del 1962 la denominazione « Limoges » è riservata alla porcellana fabbricata e decorata a Limoges
Oggi tutta la porcellana prodotta nella Haute-Vienne reca il marchio verde cromo « Limoges France » associato alle iniziali o al simbolo che permettono di identificare il singolo fabbricante.
Nel dicembre 2017 l'Istituto Nazionale della Proprietà Industriale francese (INPI) ha accordato alle porcellane di Limoges l'Indicazione geografica.

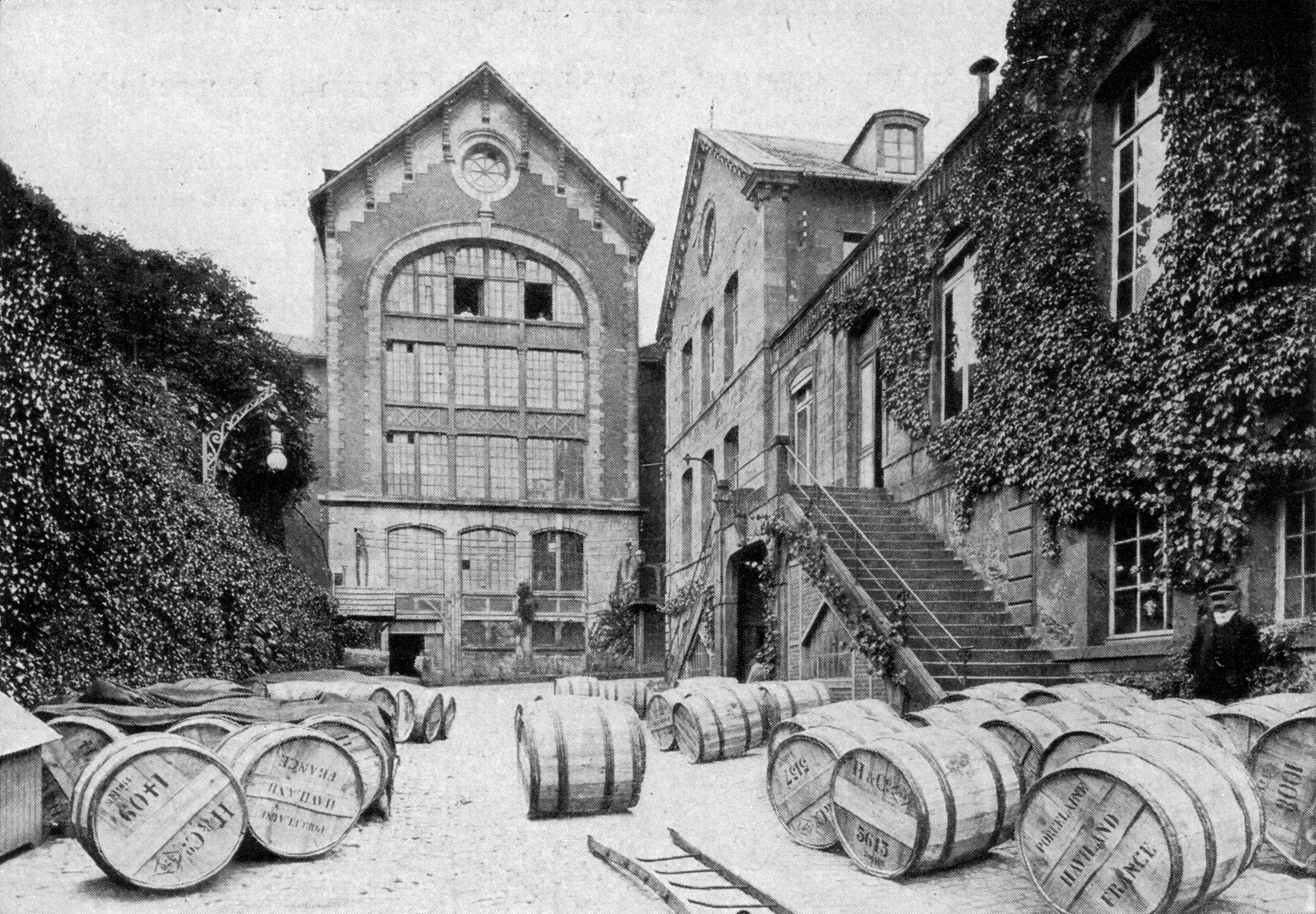
Fabbrica di porcellana Haviland a inizio Novecento: le botti di porcellane sono pronte per la spedizione

## Bibliografia

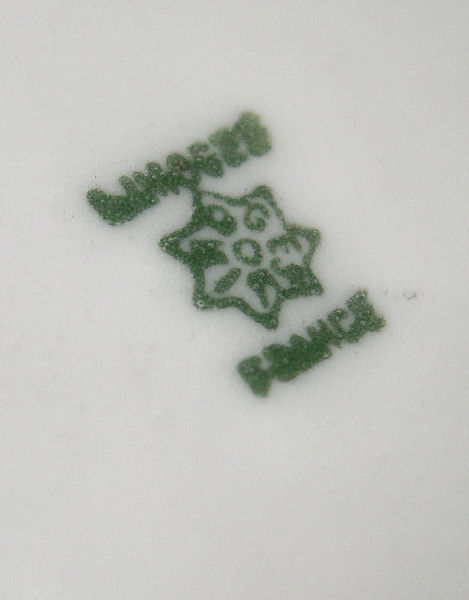
Marchio di fabbrica